# Liste de peintures de Ramon Casas
Cette page fournit une liste chronologique de peintures de Ramon Casas (1866-1932).

## Œuvres
| Image | Thème          | Titre                                                            | Date      | Technique                   | Dimensions     | Lieu de Conservation                                     | Référence               |
| ----- | -------------- | ---------------------------------------------------------------- | --------- | --------------------------- | -------------- | -------------------------------------------------------- | ----------------------- |
|       | Portrait       | Autoportrait                                                     | 1882 vers | huile sur toile             | 24 × 20 cm     | Barcelone, musée national d'art de Catalogne             | Musée                   |
|       | Portrait       | Autoportrait                                                     | 1883      | huile sur papier            | 115 × 96,5 cm  | Barcelone, musée national d'art de Catalogne             | Musée                   |
|       | Intérieur      | Intérieur de l'atelier                                           | 1883 vers | huile sur toile             | 72 × 92 cm     | Barcelone, musée national d'art de Catalogne             | Musée                   |
|       | Scène de genre | Arènes de la Barceloneta ou Tauromachie                          | 1884      | huile sur papier            | 53,7 × 72,4 cm | Abbaye de Montserrat                                     | Musée                   |
|       | Portrait       | Autoretrat vestit de bandoler                                    | 1885      | huile sur papier            | 100 × 81 cm    | Abbaye de Montserrat                                     |                         |
|       | Portrait       | Portrait d'homme                                                 | 1885      | huile sur toile             | 61 × 50 cm     | Barcelone, musée national d'art de Catalogne             | Musée                   |
|       | Scène de genre | Toros (Chevaux morts) ou En été, chaque coccinelle vit           | 1886      | huile sur toile             | 73,7 × 64,8 cm | Barcelone, musée national d'art de Catalogne             | Musée                   |
|       | Portrait       | Portrait de Montserrat Carbó                                     | 1888      | huile sur toile             | 114 × 70 cm    | Barcelone, musée national d'art de Catalogne             | Musée                   |
|       | Portrait       | Jeune Fille de Paris                                             | 1888      | huile sur toile             | 37 × 30 cm     | Barcelone, musée national d'art de Catalogne             | Musée                   |
|       | Portrait       | Se peintre l'un l'autre avec Rusinol                             | 1890      | huile sur toile             | 60 × 73 cm     | Sitges, musée Cau Ferrat                                 | Google arts             |
|       | Paysage        | Montmartre                                                       | 1890 vers | huile sur toile             | 64 × 45 cm     | Vilanova i la Geltrú, Bibliothèque-musée Víctor Balaguer | Museus en linia         |
|       | Scène de genre | La Veuve                                                         | 1890      | huile sur papier            | 186 × 115 cm   | Vilanova i la Geltrú, Bibliothèque-musée Víctor Balaguer | Museus en linia         |
|       | Scène de genre | Entre deux chapitres                                             | 1890 vers | huile sur toile             | 41 × 32 cm     | Barcelone, musée national d'art de Catalogne             | Musée                   |
|       | Scène de genre | Femme derrière une persienne                                     | 1890 vers | huile sur toile             | 200 × 240 cm   | Fondation Banco Santander                                | Google arts             |
|       | Scène de genre | Club de régates. Port de Barcelone                               | 1890-1891 | huile sur papier            | 100 × 140 cm   | Abbaye de Montserrat                                     | Musée                   |
|       | Intérieur      | Intérieur                                                        | 1890 vers | huile sur toile             | 100 × 81 cm    | Barcelone, musée national d'art de Catalogne             | Musée                   |
|       | Scène de genre | Intérieur du Moulin de la galette                                | 1890 vers | huile sur toile             | 78 × 69 cm     | Barcelone, musée national d'art de Catalogne             | Musée                   |
|       | Scène de genre | Bal du moulin de la Galette                                      | 1890      | huile sur toile             | 103 × 81 cm    | Sitges, Musée Cau Ferrat                                 | Musée                   |
|       | Paysage        | Paysage urbain avec personnages                                  | 1890-1893 | huile sur bois              | 14 × 23 cm     | Bibliothèque-Musée Víctor Balaguer. Vilanova i la Geltrú | Museus en linia         |
|       | Scène de genre | Plein Air                                                        | 1891      | huile sur toile             | 115 × 82 cm    | Barcelone, musée national d'art de Catalogne             | Musée                   |
|       | Portrait       | Dame blanche                                                     | 1891      | huile sur toile             | 55 × 35 cm     | Musée Cau Ferrat, Sitges                                 | Google Arts             |
|       | Portrait       | Madeleine ou Au moulin de la Galette                             | 1892      | huile sur toile             | 117 × 90 cm    | Abbaye de Montserrat                                     | Musée                   |
|       | Portrait       | Portrait du pianiste Carles G. Vidiella                          | 1892      | huile sur toile             | 38 × 46 cm     | Barcelone, musée national d'art de Catalogne             | Musée                   |
|       | Scène de genre | Étude d'été ou D'abord tu passeras sur mon cadavre               | 1893      | huile sur toile             | 61 × 50 cm     | Barcelone, musée national d'art de Catalogne             | Musée                   |
|       | Portrait       | Étude                                                            | 1893 vers | huile sur toile             | 44 × 35 cm     | Barcelone, musée national d'art de Catalogne             | Musée                   |
|       | Scène de genre | Avant le bain                                                    | 1894      | huile sur toile             | 72,5 × 60 cm   | Abbaye de Montserrat                                     | Musée                   |
|       | Portrait       | Nu féminin                                                       | 1894      | huile sur toile             | 59 × 79 cm     | Barcelone, musée national d'art de Catalogne             | Musée                   |
|       | Scène de genre | Le Vil Garrot                                                    | 1894      | huile sur toile             | 127 × 166,2 cm | Madrid, musée national centre d'art Reina Sofía          | Musée                   |
|       | Paysage        | Cour de l'ancienne prison de Barcelone (Patio de los Cordeleros) | 1894 vers | huile sur toile             | 60 × 73 cm     | Barcelone, musée national d'art de Catalogne             | Musée                   |
|       | Portrait       | Nu féminin en gros plan                                          | 1894      | huile sur toile             | 50 × 61 cm     | Musée Cau Ferrat, Sitges                                 | Google arts             |
|       | Portrait       | Nu avec une guitare                                              | 1894      | huile sur toile             | 46 × 57 cm     | Musée Cau Ferrat, Sitges                                 | Google arts             |
|       | Portrait       | Nu féminin                                                       | 1894      | huile sur toile 77 × 115 cm |                | Musée Cau Ferrat, Sitges                                 | Google arts             |
|       | Scène de genre | Fatiguée                                                         | 1895–1900 |                             |                | musée d'art de Dallas                                    | Musée                   |
|       | Scène de genre | Corpus. Départ de la procession de l'église de Santa María       | 1896-1898 | huile sur toile             | 115 × 196 cm   | Barcelone, musée national d'art de Catalogne             | Musée                   |
|       | Portrait       | Ramon Casas et Pere Romeu sur un tandem                          | 1897      | huile sur toile             | 188 × 215 cm   | Barcelone, musée national d'art de Catalogne             | Musée                   |
|       | Portrait       | Paresse                                                          | 1898-1900 | huile sur toile             | 65 × 54 cm     | Barcelone, musée national d'art de Catalogne             | Musée                   |
|       | Scène de genre | Jeune Décadente. Après la danse                                  | 1899      | huile sur toile             | 46,5 × 56 cm   | Abbaye de Montserrat                                     | Musée                   |
|       | Portrait       | Etude                                                            | 1899 vers | huile sur toile             | 42 × 40 cm     | Barcelone, musée national d'art de Catalogne             | Musée                   |
|       | Scène de genre | Les Heures tristes                                               | 1900 vers | huile sur toile             | 61 × 50 cm     | Collection privée, Vente 2011                            | Catalogue Christie's    |
|       | Portrait       | Portrait de Pablo Picasso                                        | 1900 vers | pastel                      | 69 × 44 cm     | Barcelone, musée national d'art de Catalogne             | Musée                   |
|       | Paysage        | Le Sacré-Cœur, Montmartre                                        | 1900 vers | huile sur toile             | 65 × 54 cm     | Barcelone, musée national d'art de Catalogne             | Musée                   |
|       | Paysage        | Montmartre                                                       | 1900 vers | huile sur toile             | 54 × 64 cm     | Musée départemental de la Garrotxa. Olot                 | Museus en linia         |
|       | Portrait       | Mademoiselle Clo-Clo                                             | 1900 vers | pastel                      | 60 × 40 cm     | Musée national des Beaux-Arts (Argentine)                | Musée                   |
|       | Portrait       | Portrait de Mercedes Llorach                                     | 1901      | huile sur toile             | 73 × 61 cm     | Musée de la Reine Sofia, Madrid                          | Musée                   |
|       | Scène de genre | Ramon Casas et Pere Romeu en automobile                          | 1901      | huile sur toile             | 208 × 291 cm   | Barcelone, musée national d'art de Catalogne             | Museus en linia         |
|       | Scène de genre | La Charge                                                        | 1902      | huile sur toile             | 298 × 470 cm   | Musée national centre d'art Reina Sofía                  | Musée                   |
|       | Portrait       | Alphonse XIII, roi d'Espagne                                     | 1904 vers | huile sur toile             | 73 × 60 cm     | Musée national des Beaux-Arts (Argentine)                | Musée                   |
|       | Portrait       | Portrait de Montserrat Casas                                     | 1904      | huile sur toile             | 101 × 198 cm   | Fundación Banco Santander, Madrid                        | Google Arts             |
|       | Portrait       | La Sargantain                                                    | 1907      | huile sur toile             | 91 × 63 cm     | Barcelone, Grand théâtre du Liceu                        |                         |
|       | Portrait       | Autoportrait                                                     | 1908      | pastel et gouache           | 47 × 62 cm     | Barcelone, musée national d'art de Catalogne             | Google arts             |
|       | Portrait       | Portrait du roi Alphonse XII                                     | 1908 vers | huile sur toile             | 400 × 300 cm   | Prêt du Musée de Catalogne au Palais royal de Pedralbes  | Musée de Catalogne      |
|       | Portrait       | Portrait de Charles Deering                                      | 1914      | huile sur toile             | 92 × 74 cm     | Maricel Museum, Sitges                                   | Arts and culture Google |
|       | Portrait       | Julia                                                            | 1915 vers | huile sur toile             | 85 × 67 cm     | Musée Carmen-Thyssen, Malaga                             | Musée                   |
|       | Portrait       | La Gardienne du sanctuaire "La Santera"                          | 1915-1916 | huile sur toile             | 70 × 120 cm    | The Hispanic Society of America, New York                | Musée                   |

## Dates non documentées
| Image | Thème   | Titre                | Date | Technique       | Dimensions  | Lieu de Conservation                            | Référence |
| ----- | ------- | -------------------- | ---- | --------------- | ----------- | ----------------------------------------------- | --------- |
|       | Paysage | Paysage avec figures |      | huile sur toile |             | Museo de Arte Contemporáneo de Vigo, Pontevedra | Bridgeman |
|       | Paysage | Figures dans un port |      | huile sur toile | 81 × 143 cm | El Vendrell, Museu Deu                          | Musée     |